# RAH-66 Comanche
RAH-66 Comanche (укр. «Кома́нчі») — американський проєкт багатоцільового розвідувально-ударного вертольота, що розроблявся компаніями Boeing Helicopters та Sikorsky.

## Історія розробки
У 1991 році об'єднана команда фірм Boeing і Sikorsky, яка представила проєкт розвідувально-бойового вертольота RAH-66, була визнана переможцем конкурсу LHX (Light Helicopter Experimental). Вертольоти LHX призначалися для заміни бойових вертольотів Bell AH-1, багатоцільових вертольотів Bell UH-1 і розвідувальних вертольотів Bell OH-58 і Hughes OH-6. Передбачалося побудувати в 1990—1994 роках 4000-6000 вертольотів у розвідувальному (LHX-SCAT) і багатоцільовому (LHX-UTIL) варіантах. Загальна вартість розробки вертольотів оцінювалася в 2,8 млрд доларів, а вартість виробництва 24-36 млрд доларів, що робило програму LHX наймасштабнішою з усіх вертолітних програм.
Перший політ дослідного вертольота RAH-66 «Comanche» відбувся 4 січня 1996 року, льотні випробування другого дослідного вертольота планувалося почати в 1998 році, на 2001 рік планувалися льотні випробування для оцінки тактичних можливостей вертольотів, призначених для військових випробувань. Всього передбачалося побудувати шість вертольотів для таких випробувань. Початок серійного виробництва планувалося на 2006 рік, передбачалося, що Армії США буде поставлено 1 292 вертольота загальною вартістю понад 34 млрд доларів.
23 лютого 2004 року армія США ухвалила рішення закрити програму вертольота «Команчі». Досвід війни в Іраку й Афганістані показав, що значно дешевше й ефективніше використовувати безпілотні літаки-розвідники, ніж вкладати кошти у виробництво розвідувальних вертольотів і навчання пілотів з подальшим ризиком для машин і екіпажів. Понад 8 млрд доларів США було вже вкладено в програму на той момент, на додаток, об'єднання Боїнг-Сікорський отримало $ 450—680 мільйонів як компенсацію за відмову Армії США від програми.
Технології, розроблені для «Команчі», будуть використані для модернізації вертольотів AH-64 Apache компанії McDonnell Douglas та інших американських військових вертольотів.
У даний час корпус прототипу 95-0001 «The DUKE» (Герцог) знаходиться в Авіаційному Музеї Армії США в Форт Ракером, штат Алабама, прототип 94-0327 надійшов до музею в 2008 році.

## Конструкція
Кабіна пілотів виконана за схемою «тандем». Хвостовий гвинт вертольота виконаний за схемою фенестрон. Принципово новою особливістю вертольота є наявність двох бічних відсіків для внутрішньофюзеляжного розміщення ракет. Також у конструкції передбачені знімні бічні пілони для додаткових паливних баків і озброєння.
При проєктуванні зверталася увага на питання бойової живучості вертольота: забезпечення вибухопожежобезпеки паливної системи, бронезахисту екіпажу, стійкості до уражень лопатей несного гвинта. Розробникам RAH-66 вдалося створити машину з хорошими льотними характеристиками, з високими показниками питомої потужності й малої помітності.

### Малопомітність
При проєктуванні розвідувально-ударного вертольота основна увага приділялася загальному зниженню помітності машини в радіолокаційних (РЛ), інфрачервоних (ІК), оптичних і акустичних ділянках спектра. З цією метою в конструкції вертольота широко використані композиційні матеріали на полімерних сполучних (ПКМ). Передня частина фюзеляжу виготовлена з епоксидного вуглепластика. Відповідно до правил технології стелс зовнішні поверхні фюзеляжу виконані у вигляді плоских граней для розсіяного відбиття падаючого високочастотного випромінювання, критичні (за рівнем відображення) ділянки поверхні виконані з радіопоглинаючих матеріалів, використані спеціальні покриття. Також, для зниження помітності, підвіска озброєння і 20-мм гарматна установка XM301 виконані такими, що прибираються у фюзеляж.
ЕПР Команчі в 360 разів менше ніж у вертольота Апач у ППС, у 250 разів менше ніж у OH-58D Kiowa Warrior у ППС і в 32 рази менше ніж OH-58D Kiowa Warrior у ЗПС (у діапазоні 10 ГГц). Також ЕПР вертольота менше, ніж у ракети AGM-114 Hellfire.
Акустична сигнатура вертольота «Команчі» значно нижча інших вертольотів аналогічного класу.

## Тактико-технічні характеристики
Джерело: Jane's 
Основні характеристики
- Екіпаж: 2 (пілот і оператор)
- Довжина: 14,28 м
- Довжина фюзеляжу: 13,2 м (без гармати)
- Висота: 3,37 м (до несного гвинта)
- Діаметр несучого гвинта: 12,9 м
- Діаметр фенестрону: 1,37 м

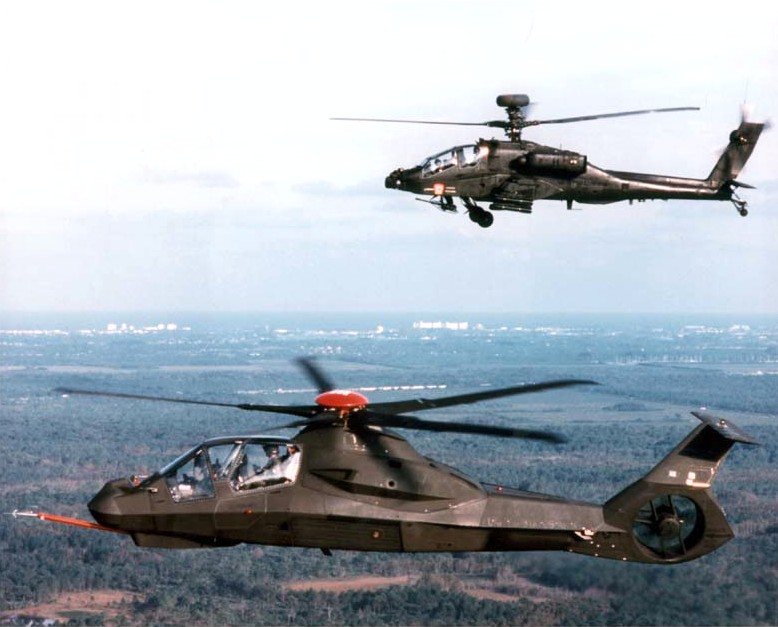
RAH-66 Comanche (попереду) і AH-64 Apache (позаду).

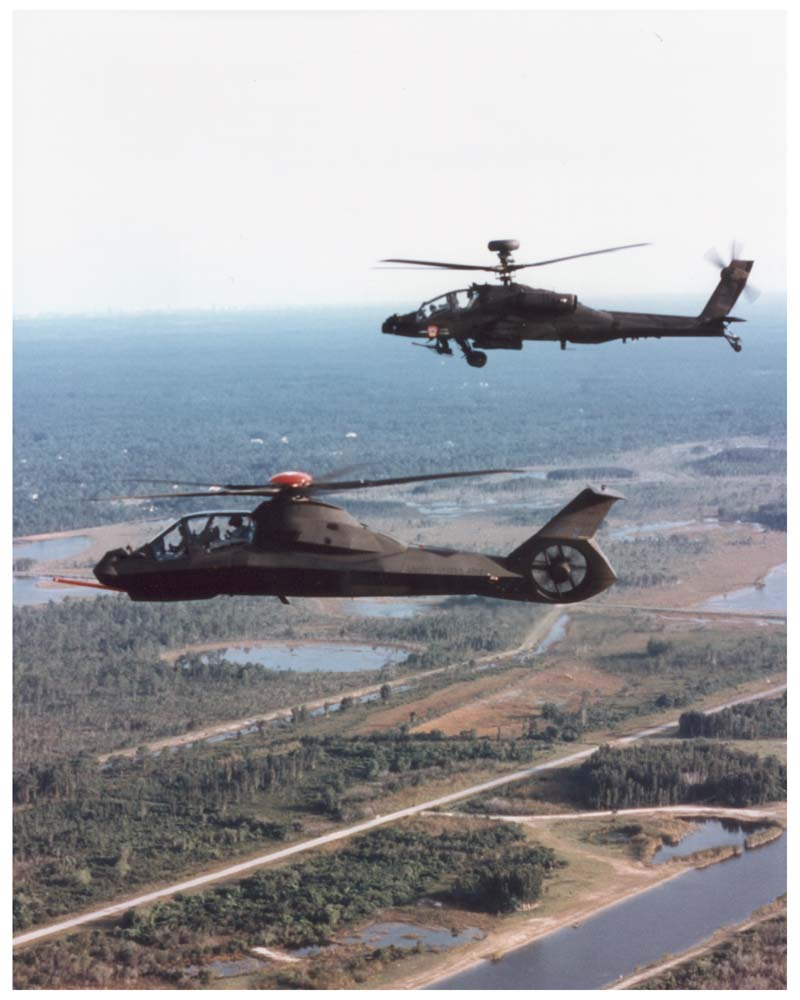
RAH-66 Comanche (попереду) і AH-64 Apache.

- Максимальна ширина фюзеляжу: 2,04 м

- Площа обертання несучого гвинта: 116,74 м²
- Маса порожнього: 4 218 кг
- Нормальна злітна маса: 5 601 кг (с 4×Hellfire та 2×Stinger)
- Максимальна злітна маса: 7 896 кг
- Корисне навантаження: 2 296 кг
- Маса палива у внутрішніх баках: 870 кг
- Об'єм паливних баків: 1 142 л (тільки внутрішній)
- Силова установка: 2 × турбовальних LHTEC T800-LHT-801  1 563 к.с. ( 1 165 кВт)

Льотні характеристики
- Максимальна швидкість: 324 км/год
- Крейсерська швидкість: 306 км/год
- Бойовий радіус: 278 км
- Перегінна дальність: 2 222 км

Озброєння
- Стрілецько-гарматне: 1 × триствольна 20 мм гармата XM-301, до 500 набоїв(є варіант з одноствольною 30 мм гарматою з боєкомплектів у 300 снарядів).
- Бойове навантаження: 

  - внутрішній відсік: 6 х ПТКР AGM-114 Hellfire або 12 х ЗУР FIM-92 Stinger
  - зовнішня підвіска:
    - 8 х ПТКР AGM-114 Hellfire або
    - 16 х ЗУР FIM-92 Stinger або
    - 56 х 70-мм НАР Hydra 70 або
    - 1703 л ППБ

## У культурі
RAH-66 Comanche став героєм багатьох кінофільмів і відеоігор. У тому числі:
- У фільмі Халк (2003).
- У грі Act of War: Direct Action на боці Task Force Talon.
- У грі ArmA 3 під позначенням AH-99 Blackfoot.
- У грі Command & Conquer: Generals – Zero Hour за компанію США.
- У грі Counter-Strike Online в одному з ігрових режимів є босом.[3]
- У грі Half-Life 2 вертоліт-мисливець дуже схожий на RAH-66.
- У грі LHX Attack Chopper, поряд з AH-64 Apache, UH-60 BlackHawk і V-22 Osprey.
- У грі Enemy Engaged[en]: Comanche vs Hokum.
- У грі Gunship 2000[en] під найменуванням AH-66.
- У грі Fair Strike (2003).
- У серії з 5 ігор Strike[en] як основний вертоліт у грі Jungle Strike використовувався вертоліт RAH-66 Comanche.
- У серії з 9 ігор Comanche[en], яка присвячена виключно RAH-66.
- У War Thunder в оновленні яке вийшло 30 трав. 2025 року (цікавий факт я добавив це на наступний день)